# Gramoz Kurtaj
Gramoz Kurtaj (* 30. dubna 1991, Priština, SFR Jugoslávie) je německo-albánský fotbalový záložník, od roku 2015 působí ve skotském klubu Hamilton Academical FC.
Má albánské a německé občanství.

## Klubová kariéra
- Holstein Kiel (mládež)
- Hertha BSC B 2010–2012
- TSG Neustrelitz 2012–2013
- FC Carl Zeiss Jena 2013–2014
- FK Baník Most 1909 2014–2015
- Hamilton Academical FC 2015–